# Восьмой выпуск стандартных марок СССР

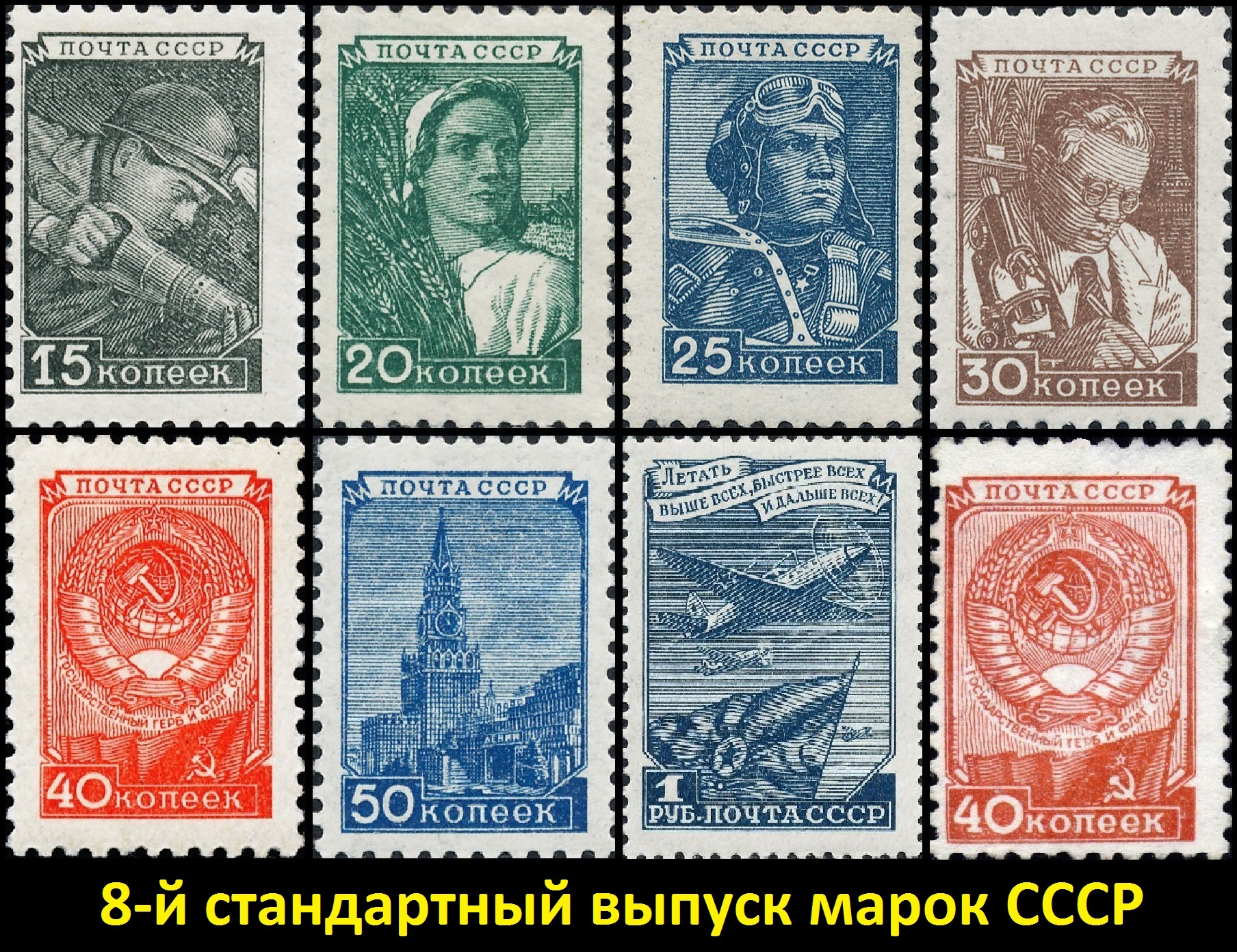
Марки восьмого стандартного выпуска СССР

Почто́вые ма́рки восьмо́й станда́ртной се́рии СССР (1948—1958) (ЦФА [АО «Марка»] № 1379—1388) поступали в обращение с октября 1948 по сентябрь 1958 года.
В октябре 1948 года в обращение поступил восьмой стандартный выпуск, состоявший из марок семи номиналов. Он повторял рисунки предыдущего выпуска, выполненные Василием Завьяловым, однако были несколько изменены цвета и номиналы: шахтёр — 15 копеек, колхозница — 20 копеек, лётчик — 25 копеек, учёный — 30 копеек, герб и флаг СССР — 40 копеек, Спасская башня Московского кремля — 50 копеек. Марка номиналом в 1 рубль вышла в увеличенном формате и с новым рисунком — самолёт и флаг ВВС СССР. Марки печатались офсетным способом. Существует два различных размера рисунка марки в 15 копеек и пять различных размеров марки в 40 копеек.
В ноябре 1949 — июле 1950 года марки номиналами в 25 и 40 копеек были переизданы. Их отпечатали типографским способом. От офсетных выпусков они отличаются увеличенным размером рисунка и специфической вдавленностью на оборотной стороне.
16 июля 1956 года Карело-Финская ССР была преобразована в автономию в составе РСФСР, вследствие чего Указом Президиума Верховного Совета СССР от 12 сентября 1956 года шестнадцатая лента с девизом на финском языке была удалена с герба. В марте 1957 года, в связи с изменением числа союзных республик, была переиздана марка номиналом в 40 копеек с рисунком герба СССР (15 вместо 16 ленточек). Марка была отпечатана офсетным способом. Существует два различных размера её рисунка. В сентябре 1958 года перегравированная марка была отпечатана способом глубокой печати.
Марки восьмого стандарта находились в почтовом обращении с конца 1948 по 1960 год, чем обусловлено значительное количество разновидностей по печати. Они неоднократно подделывались как в ущерб почте, так и для обмана коллекционеров.
Порядок следования элементов в таблице соответствует номеру по каталогу марок СССР (ЦФА), в скобках приведены номера по каталогу «Михель».
| № по каталогу                                                                    | Изображение | Описание и источники                                                                  | Номинал, руб. | Дата выпуска         | Тираж    | Художник         |
| -------------------------------------------------------------------------------- | ----------- | ------------------------------------------------------------------------------------- | ------------- | -------------------- | -------- | ---------------- |
| (ЦФА [АО «Марка»] № 1379) (Mi #1331-I)                                           |             | Шахтёр в забое (рисунок 15×22 мм).                                                    | 0,15          | 28 апреля 1949 года  | массовый | Василий Завьялов |
| (ЦФА [АО «Марка»] № 1379-I) (Mi #1331-II)                                        |             | Шахтёр в забое (рисунок 14,25×21 мм).                                                 | 0,15          | август 1955 года     | массовый | Василий Завьялов |
| (ЦФА [АО «Марка»] № 1380) (Mi #1332-Ia)                                          |             | Колхозница со снопом, сине-зелёная (рисунок 15×22 мм).                                | 0,20          | 28 апреля 1949 года  | массовый | Василий Завьялов |
| (ЦФА [АО «Марка»] № 1380а) (Mi #1332-Ib)                                         |             | Колхозница со снопом, тёмно-зелёная (рисунок 15×22 мм).                               | 0,20          | 28 апреля 1949 года  | массовый | Василий Завьялов |
| (ЦФА [АО «Марка»] № 1380б) (Mi #1332-Ic)                                         |             | Колхозница со снопом, оливково-зелёная (рисунок 15×22 мм).                            | 0,20          | 1950 год             | массовый | Василий Завьялов |
| (ЦФА [АО «Марка»] № 1380-I) (Mi #1332-IIc)                                       |             | Колхозница со снопом, серо-зелёная (рисунок 14,25×21 мм).                             | 0,20          | август 1955 года     | массовый | Василий Завьялов |
| (ЦФА [АО «Марка»] № 1381) (ЦФА [АО «Марка»] № 1381а) (Mi #1333-Ia) (Mi #1333-Ib) |             | Лётчик, тёмно-синяя (рисунок 14,5×21,5 мм).                                           | 0,25          | 28 апреля 1949 года  | массовый | Василий Завьялов |
| (ЦФА [АО «Марка»] № 1381-I) (Mi #1333-Ic)                                        |             | Лётчик, серо-синяя (рисунок 14,25×21,0 мм).                                           | 0,25          | 1953 год             | массовый | Василий Завьялов |
| (ЦФА [АО «Марка»] № 1381-Iа) (Mi #1333-IIIa)                                     |             | Лётчик, синяя (рисунок 14,25×21,0 мм).                                                | 0,25          | апрель 1954 года     | массовый | Василий Завьялов |
| (ЦФА [АО «Марка»] № 1382) (Mi #1334-I)                                           |             | Учёный у микроскопа (рисунок 15×22 мм).                                               | 0,30          | 28 апреля 1949 года  | массовый | Василий Завьялов |
| (ЦФА [АО «Марка»] № 1382-БI) (Mi #1334-IV)                                       |             | Учёный у микроскопа (рисунок 14,25×21,0 мм).                                          | 0,30          | 1955 год             | массовый | Василий Завьялов |
| (ЦФА [АО «Марка»] № 1383) (Mi #1335-Ia)                                          |             | Государственный герб и флаг СССР, 16 лент, кирпично-красная (рисунок 15×22 мм).       | 0,40          | 16 октября 1948 года | массовый | Василий Завьялов |
| (ЦФА [АО «Марка»] № 1383-В) (Mi #1335-II-I)                                      |             | Государственный герб и флаг СССР, 15 лент, красная (рисунок 14,25×21,0 мм).           | 0,40          | март 1957 года       | массовый | Василий Завьялов |
| (ЦФА [АО «Марка»] № 1384) (Mi #1334-I)                                           |             | Спасская башня Кремля.                                                                | 0,50          | 28 апреля 1949 года  | массовый | Василий Завьялов |
| (ЦФА [АО «Марка»] № 1385) (Mi #1297AI)                                           |             | Самолёт и знамя ВВС (рисунок 22×33 мм).                                               | 1,00          | 10 декабря 1948 года | массовый | Василий Завьялов |
| (ЦФА [АО «Марка»] № 1385А) (Mi #1297CI)                                          |             | Самолёт и знамя ВВС (рисунок 22×33 мм).                                               | 1,00          | 10 декабря 1948 года | массовый | Василий Завьялов |
| (ЦФА [АО «Марка»] № 1386) (Mi #1333-II)                                          |             | Лётчик, синяя (рисунок 15,25×22,25 мм).                                               | 0,25          | июль 1950 года       | массовый | Василий Завьялов |
| (ЦФА [АО «Марка»] № 1387) (Mi #1335-Ib)                                          |             | Государственный герб и флаг СССР, 16 лент, оранжево-красная (рисунок 15,25×22,25 мм). | 0,40          | июль 1950 года       | массовый | Василий Завьялов |
| (ЦФА [АО «Марка»] № 1388) (Mi #1335-II-II)                                       |             | Государственный герб и флаг СССР, 15 лент, красная (рисунок 14,25×21,0 мм).           | 0,40          | сентябрь 1958 года   | массовый | Василий Завьялов |

## Фальсификации
Выпуск любых фальсификатов преследует определённые цели. В случае почтовых марок фальсификатор наиболее часто преследует две цели: обман почты и обман коллекционеров. Марки для обмана почты активно изготовлялись в начале прошлого (XX века) с целью их использования в почтовом обращении. Такие фальсификаты были довольно широко распространены и наносили огромный ущерб государственной почте. Некоторые подделки изготавливались на профессиональном оборудовании за рубежом и нелегально провозились через границу. По мере совершенствования полиграфических технологий и степени защиты знаков почтовой оплаты от подделок этот вид фальсификации практически полностью прекратился, в том числе и в силу финансовой нецелесообразности. Основная масса подделок изготовлена для обмана коллекционеров. Чаще всего такого рода фальсификаты имитируют редко встречающиеся экземпляры и их разновидности: опечатки, редкие комбинации зубцовок, оттенки цвета и сорта бумаги. Однако встречаются подделки и менее популярных (более дешёвых) марок, изготовленных в расчёте на отсутствие экспертизы подобного филателистического материала.
Для ранних выпусков почтовых марок СССР зубцовка не регламентировалась, и марки в пределах одного выпуска перфорировались по разной технологии. Тиражи почтовых марок с разными разновидностями зубцовки очень часто значительно отличались, что обусловило бо́льшую редкость одного из видов зубцовки и в результате более высокую рыночную стоимость подобной разновидности. Этим обстоятельством умело пользовались фальсификаторы, которые добивали редкую разновидность зубцовки на обычной марке. В ряде случаев такие марки легко отличить от подлинных, ибо у них меньшее расстояние между противоположными (параллельными) рядами зубцов (достаточно наложить такую марку на подлинную с обычной зубцовкой и её размеры окажутся меньше оригинальной). Также на подделках могут оставаться следы прежней зубцовки. В случае, когда однотипные марки официально выпускались с разновидностями по зубцовке и в беззубцовом варианте фальсификат можно отличить по структуре и форме отверстий проколов при большом увеличении. Тем не менее в большинстве случаев требуется квалифицированная экспертиза. Распространены подделки почтовых марок с редкими разновидностями зубцовки, которые изготавливают из беззубцовых типографских марок того же дизайна и номинала. При этом экспертиза такого рода подделок крайне затруднена. Кроме того, встречаются фальсификации иного рода, когда из перфорированного выпуска изготавливается редкая (дорогая) разновидность беззубцовой марки. Распознать такого рода фальсификацию относительно не сложно, ибо официально выпущенные беззубцовыми марки обладают широкими полями. Марки четвёртого стандартного выпуска номиналом в 10 копеек фальсифицировали из зубцовых экземпляров, на которые поверх существующей зубцовки наносилась фальшивая перфорация. Обнаружить такую подделку не сложно. Достаточно сравнить подозрительную марку с оригинальной, имеющей подлинную зубцовку, либо внимательно проверить точность и форму зубцов и отверстий. При возникновении подозрения, что новая зубцовка нанесена поверх существующей, следует тщательно измерить марку. Почтовые марки восьмого выпуска стандартных марок СССР неоднократно подделывались как в ущерб почте, так и для обмана коллекционеров. В 1957 году получили известность так называемые «уменьшенные марки» — фальсификации размеров знака почтовой оплаты подверглась марка номиналом в 40 копеек (герб СССР) восьмого выпуска стандартных марок СССР, которая официально имела несколько разновидностей:  (ЦФА [АО «Марка»] № 1383) — Государственный герб и флаг СССР, 16 лент, красная (октябрь 1948), размер рисунка 15×22 мм, штриховой офсет, перфорирована: комбинированная гребенчатая зубцовка 12:12½ (на каждые 2 сантиметра края марки приходится 12:12½ зубцов), дата начала эмиссии 1948 год, а также герб СССР, 15 лент, кирпично-красная, размер рисунка 14,25×21,25 мм — дата начала эмиссии 1953 год;  (ЦФА [АО «Марка»] № 1387) — красная, размер рисунка 14,2×21,5 мм, типографская печать на простой бумаге, перфорирована: комбинированная гребенчатая зубцовка 12:12¼, дата начала эмиссии 1959 год;  (ЦФА [АО «Марка»] № 1383N) — герб СССР, 15 лент, офсетная печать (перегравировка  (ЦФА [АО «Марка»] № 1383) на большой размер рисунков 14,75×21,75 мм), дата начала эмиссии 1959 год и  (ЦФА [АО «Марка»] № 1388) — Герб СССР, 15 лент, красная, глубокая печать, размер рисунка 14,5×21,5 мм, дата начала эмиссии 1959 год. Фальсификаторы подвергли обычные марки мерсеризации (способу усадки тканей, применяемому в текстильной промышленности), в результате чего получили марки уменьшенного размера, которые предлагали коллекционерам в качестве «проектов», «эссе», либо официально изданных новых разновидностей марки номиналом 40 копеек (герб СССР). Таким образом, уменьшенные в размерах до 13,5×18,5 мм марки попали к коллекционерам. Распознать такую фальсификацию довольно просто: в процессе усадки (мерсеризации) помимо уменьшения общей площади почтовой марки меняется и перфорация, которая у фальсификатов стала 13½:14½ (на каждые 2 сантиметра края марки приходится 13½:14½ зубцов) вместо 12:12½ подлинных. Кроме того, после процедуры мерсеризации марки, как правило, теряют клей.

## Комментарии
1. ↑  16.07.1956 — Верховный Совет СССР принял Закон о преобразовании Карело-Финской ССР в Карельскую Автономную Советскую Социалистическую Республику и включении её в состав РСФСР[3][4][5][6].
2. ↑  Ниже приведён перечень стандартных марок (с возможностью сортировки по номиналу, тиражу и дате введения в обращение).
3. ↑  Шахтёр в забое, серая (апрель 1949), тип I — большой размер рисунка (размер рисунка 15×22 мм). Офсетная печать на простой бумаге, перфорирована: комбинированная гребенчатая зубцовка 12:12½ (на каждые 2 сантиметра края марки приходится 12:12½ зубцов). В марочных листах по 100 (10×10) экземпляров[8][9][11].
4. ↑  Шахтёр в забое, серая, тип II — малый размер рисунка (размер рисунка 14,25×21 мм). Штриховой офсет на простой бумаге, перфорирована: комбинированная гребенчатая зубцовка 12:12½ (на каждые 2 сантиметра края марки приходится 12:12½ зубцов). В марочных листах по 100 (10×10) экземпляров[8][9][11].
5. ↑  В каталоге Соловьёва указана дата начала эмиссии — 1957 год, а в каталоге MICHEL-Sowjetunion — август 1955 года[9][11].
6. ↑  Колхозница со снопом, сине-зелёная,  (Mi #1332-Ia) — большой размер рисунка (15×22 мм). Офсетная печать на простой бумаге, перфорирована: комбинированная гребенчатая зубцовка 12:12½ (на каждые 2 сантиметра края марки приходится 12:12½ зубцов). В марочных листах по 100 (10×10) экземпляров[8][9][11].
7. ↑  Колхозница со снопом, тёмно-зелёная,  (Mi #1332-Ib) — большой размер рисунка (15×22 мм). Офсетная печать на простой бумаге, перфорирована: комбинированная гребенчатая зубцовка 12:12½ (на каждые 2 сантиметра края марки приходится 12:12½ зубцов). В марочных листах по 100 (10×10) экземпляров[8][9][11].
8. ↑  Колхозница со снопом, оливково-зелёная — большой размер рисунка (15×22 мм). Офсетная печать на простой бумаге, перфорирована: комбинированная гребенчатая зубцовка 12:12½ (на каждые 2 сантиметра края марки приходится 12:12½ зубцов). В марочных листах по 100 (10×10) экземпляров[8][9][11].
9. ↑  Точная дата начала эмиссии не указана в каталогах[9][11].
10. ↑  Колхозница со снопом, серо-зелёная — малый размер рисунка (14,25×21 мм). Штриховой офсет на простой бумаге, перфорирована: комбинированная гребенчатая зубцовка 12:12½ (на каждые 2 сантиметра края марки приходится 12:12½ зубцов). В марочных листах по 100 (10×10) экземпляров[8][9][11].
11. ↑  Точная дата начала эмиссии не указана в каталогах[9][11].
12. ↑  Лётчик,  (Mi #1333-Ia) — тёмно-синяя, размер рисунка 14,5×21,5 мм. Офсетная печать на простой бумаге, перфорирована: комбинированная гребенчатая зубцовка 12:12½ (на каждые 2 сантиметра края марки приходится 12:12½ зубцов). Разновидность  (ЦФА [АО «Марка»] № 1381а)  (Mi #1333-Ib) — серо-синяя, размер рисунка 14,5×21,5 мм. В марочных листах по 100 (10×10) экземпляров[8][9][11].
13. ↑  В каталоге Соловьёва дата начала эмиссии для марки  (ЦФА [АО «Марка»] № 1381) указана 1949 год, а для разновидности  (ЦФА [АО «Марка»] № 1381а) указан 1950 год[9]. В каталоге MICHEL для разновидности  (Mi #1333-Ib) в качестве даты начала эмиссии указан 1949 год[11].
14. ↑  Лётчик, серо-синяя, размер рисунка 14,25×21,0 мм. Штриховой офсет на простой бумаге, перфорирована: комбинированная гребенчатая зубцовка 12:12½ (на каждые 2 сантиметра края марки приходится 12:12½ зубцов). В марочных листах по 100 (10×10) экземпляров[8][9][11].
15. ↑  Точная дата начала эмиссии не указана в каталогах. В каталоге MICHEL указан 1953 год, а в каталоге Соловьёва — 1954[9][11].
16. ↑  Лётчик, синяя, размер рисунка 14,25×21,0 мм. Штриховой офсет на простой бумаге, перфорирована: комбинированная гребенчатая зубцовка 12:12½ (на каждые 2 сантиметра края марки приходится 12:12½ зубцов). В марочных листах по 100 (10×10) экземпляров[8][9][11].
17. ↑  Точная дата начала эмиссии не указана в каталогах[9][11].
18. ↑  Учёный у микроскопа, коричневая, большой размер рисунка (15×22 мм). Штриховой офсет на простой бумаге, перфорирована: комбинированная гребенчатая зубцовка 12:12½ (на каждые 2 сантиметра края марки приходится 12:12½ зубцов). Разновидности по типу клише: тип I  (ЦФА [АО «Марка»] № 1382)  (Mi #1334-I-I) — на рисунке табличка без штрихов; тип II  (ЦФА [АО «Марка»] № 1382-А)  (Mi #1334-I-II) — один штрих на табличке; тип III  (ЦФА [АО «Марка»] № 1382-Б)  (Mi #1334-I-III) — два штриха на табличке; тип Iа  (ЦФА [АО «Марка»] № 1382-К) — с поперечным штрихом (одна марка на марочном листе марок типа I  (ЦФА [АО «Марка»] № 1382-I)). В марочных листах по 100 (10×10) экземпляров[8][9][11].
19. ↑  Учёный у микроскопа, коричневая, малый размер рисунка (14,25×21,0 мм), тип клише — III (два штриха на табличке). Штриховой офсет на простой бумаге, перфорирована: комбинированная гребенчатая зубцовка 12:12½ (на каждые 2 сантиметра края марки приходится 12:12½ зубцов). В марочных листах по 100 (10×10) экземпляров[8][9][11].
20. ↑  Точная дата начала эмиссии не указана в каталогах[9][11].
21. ↑  Государственный герб и флаг СССР, 16 лент, кирпично-красная, большой размер рисунка (15×22 мм). Штриховой офсет на простой бумаге, перфорирована: комбинированная гребенчатая зубцовка 12:12½ (на каждые 2 сантиметра края марки приходится 12:12½ зубцов). Разновидности по типу клише: тип I  (ЦФА [АО «Марка»] № 1383) — на рисунке штрихи верхней рамки разъединены; тип II  (ЦФА [АО «Марка»] № 1383-А) — штрихи верхней рамки соприкасаются; тип III  (ЦФА [АО «Марка»] № 1383-Б) — литеры «О» и «С» вытянуты. В марочных листах по 100 (10×10) экземпляров[8][9][11].
22. ↑  Государственный герб и флаг СССР, 15 лент, красная, размер рисунка 14,25×21,0 мм. Перегравировка марки  (ЦФА [АО «Марка»] № 1383) (на Гербе слева 8 лент по 2 штриха): слева 7 лент (15 союзных республик) по 3 штриха на лентах. Офсетная печать на простой бумаге, перфорирована: комбинированная гребенчатая зубцовка 12:12½ (на каждые 2 сантиметра края марки приходится 12:12½ зубцов). В марочных листах по 100 (10×10) экземпляров[8][9][11].
23. ↑  Точная дата начала эмиссии не указана в каталогах[9][11].
24. ↑  Спасская башня Кремля, голубая, большой размер рисунка (15×22 мм). Штриховой офсет на простой бумаге, перфорирована: комбинированная гребенчатая зубцовка 12:12½ (на каждые 2 сантиметра края марки приходится 12:12½ зубцов). В марочных листах по 100 (10×10) экземпляров[8][9][11].
25. ↑  Самолёт и знамя ВВС, серо-синяя (размер рисунка 22×33 мм). Офсетная печать на простой бумаге, перфорирована: комбинированная гребенчатая зубцовка 12½:12 (на каждые 2 сантиметра края марки приходится 12½:12 зубцов). Разновидность  (ЦФА [АО «Марка»] № 1385Б) на плотной бумаге и 1297AII (размер рисунка 22,3×33,3 мм). В марочных листах по 100 (10×10) экземпляров[8][9][10].
26. ↑  Самолёт и знамя ВВС, серо-синяя (размер рисунка 22×33 мм). Офсетная печать на простой бумаге, перфорирована: линейная зубцовка 12½ (на каждые 2 сантиметра края марки приходится 12½ зубцов). Разновидность  (ЦФА [АО «Марка»] № 1385БА) на плотной бумаге и 1297CII (размер рисунка 22,3×33,3 мм). В марочных листах по 100 (10×10) экземпляров[8][9][10].
27. ↑  Лётчик, синяя,  (Mi #1333-Ic) — размер рисунка 15,25×22,25 мм. Типографская печать на простой бумаге, перфорирована: комбинированная гребенчатая зубцовка 12½:12 (на каждые 2 сантиметра края марки приходится 12½:12 зубцов). В марочных листах по 100 (10×10) экземпляров[8][9][11].
28. ↑  Точная дата начала эмиссии не указана в каталогах[9][11].
29. ↑  Государственный герб и флаг СССР, 16 лент, оранжево-красная,  (Mi #1335-Ib) — размер рисунка 15,25×22,25 мм. Типографская печать на простой бумаге, перфорирована: комбинированная гребенчатая зубцовка 12½:12 (на каждые 2 сантиметра края марки приходится 12½:12 зубцов). В марочных листах по 100 (10×10) экземпляров[8][9][11].
30. ↑  Точная дата начала эмиссии не указана в каталогах[9][11].
31. ↑  Государственный герб и флаг СССР, 15 лент, красная, размер рисунка 14,25×21,0 мм. Глубокая печать, перфорирована: комбинированная гребенчатая зубцовка 12:12½ (на каждые 2 сантиметра края марки приходится 12:12½ зубцов). Известны разновидности с плохо пропечатанными буквами, а также с тёмным и светлым молотом на серпе-молоте. В марочных листах по 100 (10×10) и горизонтальными сцепками с полями по 25 (5×5) экземпляров[8][9][11].
32. ↑  Точная дата начала эмиссии не указана в каталогах. В каталоге Соловьёва — указан 1958 год[9]; в каталоге-справочнике Певзнера[2] и в книге Владинца[1] указан сентябрь 1958 года, а в каталоге MICHEL указан август 1959 года[11].